# أوسفالدو لوبيز أريلانو
أوسفالدو لوبيز أريلانو (بالإسبانية: Oswaldo López Arellano) (و. 1921 – 2010 م) هو سياسي من هندوراس.
وهو عضو في الحزب الوطني.

## روابط خارجية
- أوسفالدو لوبيز أريلانو على موقع مونزينجر (الألمانية)